# Chevrolet AAC-1937
La Autoametralladora-cañón Chevrolet modelo 1937 (AAC-1937), conosciuta anche come Chevrolet 1937, era una autoblindo sviluppata e costruita in Catalogna. In seguito alla dismissione della Commissione delle industrie belliche (Comissió d'Indústries de Guerra), il sottosegretariato per le armi e il munizionamento assunse ingegneri sovietici per la realizzazione di una nuova autoblindo. Essi si ispirarono alla BA-3/6 per realizzare un veicolo molto simile presso gli stabilimenti della Hispano-Suiza di Barcellona, basato su un telaio General Motors Peninsular.
Realizzata in un numero compreso tra 60 e 90 unità, la AAC-1937 venne utilizzata durante guerra civile spagnola sul fronte orientale, nella offensiva di Aragona e nella battaglia di Catalogna. Equipaggiato con diversi tipi di armi e caratterizzato da un'alta qualità costruttiva, il mezzo fu il migliore veicolo blindato prodotto in Catalogna durante il conflitto.
Dopo la caduta della Catalogna (conosciuta come la retirada), alcune AAC-1937 finirono nelle mani degli eserciti di Francia e Spagna. Con lo scoppio della seconda guerra mondiale venne impiegato nella battaglia di Francia ed alcuni esemplari vennero catturati dai tedeschi, che li utilizzarono sul fronte orientale, dove vennero distrutti dai sovietici nei primi mesi del conflitto. Le autoblindo superstiti vennero impiegate dalle unità di cavalleria dell'Ejército de Tierra della Spagna franchista per tutti gli anni cinquanta.

## Storia
Dopo la prima guerra mondiale, la Spagna acquistò 12 Renault FT-17 e 6 Schneider CA1 dalla Francia. Nel 1921, questi carri vennero inviati in Marocco, dove entrarono in azione la prima volta il 17 marzo 1922 dando cattivi risultati e subendo grandi perdite, impiegati davanti alla fanteria fino ad essere circondati ed isolati, con le mitragliatrici bloccate. Dopo il pessimo esordio, vennero inviati in supporto durante la guerra del Rif, ottenendo grandi successi durante il vittorioso sbarco di Alhucemas, in seguito al quale vennero riportati in Spagna.
La campagna in Marocco dimostrò l'importanza di queste nuove armi e incoraggiò l'acquisizione di altri carri, quali il Fiat 3000 italiano nel 1924, e la produzione di un carro nazionale nel 1925, il Trubia A4. Il tentativo di colpo di stato del 1926, promosso dagli ufficiali di artiglieria che usualmente gestiva i carri, mise in cattiva luce l'arma carrista e provocò la cancellazione dei progetti nazionali di produzione di mezzi blindati.
I carri ancora operativi prima dell'inizio della guerra civile erano assegnati a due unità: il Regimiento Ligero de Carros de Combate (LCC) número 1, di stanza vicino a Madrid, e il Regimiento LCC número 2, presso Saragozza.

### Sviluppo
Dopo il colpo di Stato spagnolo del luglio 1936, gli operai catalani decisero di sostenere lo sforzo bellico potenziando la produzione di armi, inclusi i carri armati. La Commissione delle industrie belliche, dopo l'iniziale caos e senza una pregressa esperienza, venne incaricata di produrre un nuovo veicolo blindato. In questo periodo vennero realizzati diversi veicoli sperimentali con diverse prestazioni e varie destinazioni d'uso. Tuttavia dopo le Giornate di Maggio, il Governo Repubblicano assunse il controllo diretto delle industrie produttrici di armi e munizioni su tutto il territorio repubblicano, incluse quelle catalane. Nel frattempo, la Regia Marina e la Kriegsmarine avevano preso il controllo delle principali rotte verso la penisola iberica, impedendo l'invio di rifornimenti via mare da parte dell'Unione Sovietica. Queste ragioni convinsero la Seconda Repubblica Spagnola a procedere nella produzione di carri e autoblindo nazionali.
Il sottosegretariato agli armamenti, con l'aiuto di ingegneri sovietici, nell'aprile 1937 avviò lo sviluppo di una nuova autoblindo pesante, su modello della BA-3/6 russa, basata sul telaio dell'autocarro Chevrolet SD 1937, prodotto a Barcellona dalla General Motors Peninsular. Tale chassis aveva però solo due assi, instabili sotto il peso aggiuntivo delle piastre di corazzatura. Venne quindi aggiunto un terzo asse tratto da autocarri sovietici GAZ, che altro non erano che copie di progetti americani. Nacque così la AAC-1937, molto simile alla BA-6 ma più agile grazie al motore più potente.

### Guerra civile spagnola
Il primo impiego in battaglia delle AAC-1937 avvenne durante le Giornate di Maggio, accanto alle blindo UNL-35. In seguito vennero utilizzate dalla 1ª Divisione corazzata in Catalogna e dalla 2ª nel centro-sud. Durante la guerra, circa 30 esemplari vennero catturati dalle forze nazionaliste, che sostituirono le armi con mitragliatrici MG 13.
Dopo la battaglia dell'Ebro, nella quale le forze di Franco distrussero 17 AAC-1937 e ne catturarono 18, tutte le autoblindo ancora presenti in Catalogna vennero trasferite oltre il confine, dove vennero consegnate alle forze francesi.

### Seconda guerra mondiale
I francesi utilizzarono le AAC-1937 durante la battaglia di Francia, in seguito alla quale 20 esemplari vennero catturati dai tedeschi. Essi modificarono le autoblindo in trasporto truppe, sostituendo il cannone Puteaux SA 18 da 37 mm con una mitragliatrice MG 34 o MG 42, oppure in semoventi antiaerei tramite l'installazione di due mitragliatrici MG 34 o MG 42 in impianto antiaereo.

## Tecnica
Le piastre corazzate erano realizzate dalle fonderie di Sagunto, in provincia di Valencia, che realizzavano anche la UNL-35, altra autoblindo ispirata alla BA-20. Il veicolo era protetto da piastre di acciaio saldato, similmente ai mezzi sovietici del tempo. La maggiore differenza con la BA-6 risiedeva nei portelli di accesso al motore, nelle ruote e nel parafango.
La AAC-1937 era solitamente condotta da un equipaggio di quattro soldati: conduttore, capomezzo, cannoniere e secondo conduttore, che impiegava anche la mitragliatrice nello scafo. Furono realizzate diverse configurazioni di armamento e torrette:
- Torretta originale armata di una mitragliatrice Maxim, DG o MG 13.
- Torretta recuperata da T-26, BT-5 e BA-3/6.
- Torretta armata di cannone Puteaux SA 18 da 37 mm, utilizzato sui carri Renault FT-17, con una mitragliatrice coassiale[9].

Tale varietà dipendeva essenzialmente dalla limitata disponibilità di armi. Le consegne iniziarono nell'aprile 1937, al ritmo di 4 veicoli al mese fino a marzo 1938, quando le forze nazionaliste tagliarono in due il territorio repubblicano, isolando la Catalogna dalle vitali forniture di acciaio per i carri. In totale vennero prodotte dalle 60 alle 90 AAC-1937.

## Paesi utilizzatori
Spagna
- Ejército Popular de la República
- Cuerpo de Seguridad Interior

 Bando nacional
 Spagna
- Ejército de Tierra

 Francia
- Armée de terre

 Germania
- Heer